# Bing Vídeos
Bing Vídeos (anteriormente MSN Vídeo e Live Search Video) é um serviço de pesquisa de vídeo e faz parte do mecanismo de busca Bing, da Microsoft. O serviço permite aos usuários pesquisar e visualizar vídeos através de várias websites. Bing Vídeos foi oficialmente lançado em 26 de setembro de 2007, batizado de Live Search Video e renomeado como Bing Vídeos em 1 de junho de 2009.

## História
A encarnação anterior do MSN Vídeo foi lançada em 2004 como serviço de streaming de vídeo da web, criada e operada pela Microsoft, atualmente conhecida como Bing Vídeos. Trazia vários conteúdos, incluindo videoclipes, curtas animados de JibJab, seleções de IFilm, vídeos virais, conteúdos originais, programas de TV, tal como Arrested Development e notícias curtas. Todos os semifinalistas do concurso Film Your Issue [en] foram mostrados diretamente no MSN Vídeo. Reed Smith, editor-chefe do MSN Vídeo e Entretenimento (MSN Video and Entertainment), aceitou o prêmio Comerciante do Ano (2007), da Associação de Marketing Direito (DMA, Direct Marketing Association), em nome da Microsoft.
MSN Vídeo também ficou conhecido como serviço de conteúdo gerado pelo usuário entre os anos 2007 e 2008. MSN Soapbox era inicialmente um serviço beta só por convite, sob a família dos produtos MSN Vídeo, projetado para ser um dos principais serviços ao portal MSN, semelhante ao YouTube, portanto, o serviço foi descontinuado em agosto de 2009. MSN Vídeo era também o nome de um antigo serviço de televisão por internet no Reino Unido, lançado em março de 2010.

## Recursos
A página oficial do Bing Vídeos permite aos usuários navegar entre programas de TV, videoclipes, vídeos mais assistidos na web e vídeos recentes de notícias e esportes.
Além disso, o Bing Vídeos possui os seguintes recursos ao procurar por vídeos:
- "Pré-visualização inteligente", que permite ao usuário visualizar um vídeo ao passar o mouse/rato sobre sua miniatura. Isto permite que o usuário assista instantaneamente uma pequena prévia do vídeo original;
- "Filtragem", que filtra resultados pela duração do vídeo;
- "Ordenar", que ordena os resultados por relevância ou data;
- "Modo de exibição", que alterna entre exibição de grade e exibição de lista;
- "Pessoas relacionadas", que sugere pessoas famosas que estão relacionadas com a consulta;
- Bing Vídeos também está integrado em outros serviços do Bing, incluindo Bing Notícias.

## Conteúdo adulto
O modo de pré-visualização do Bing Vídeos pode, potencialmente, ser utilizado para visualizar vídeos pornográficos. Ao simplesmente desativar a pequisa segura, os usuários podem pesquisar e visualizar vídeos pornográficos ao passar o cursor sobre uma miniatura, pois o vídeo e o áudio, em alguns casos, são armazenados em cache no servidor da Microsoft.[carece de fontes?]
Embora os vídeos estejam sendo reproduzidos diretamente no Bing ao invés do local onde estão hospedados, os vídeos não são necessariamente bloqueados pelo filtro de controle parental. Programas de monitoramento destinados a dizer aos pais quais websites os seus filhos visitaram são propensos a relatar simplesmente "Bing.com" ao invés da website que de fato hospeda o vídeo. A mesma situação pode ser dita dos filtros corporativos, muitos os quais têm sido enganados por este recurso. Os usuários não precisam sair do Bing para ver esses vídeos.
A Microsoft reagiu numa postagem no blogue, no dia 4 de junho de 2009, com uma solução alternativa. Ao adicionar "&adlt=strict" ao final de uma cadeia de consulta, não importa quais são as configurações daquela sessão, retornará os resultados como se a pesquisa segura estivesse definida como estrita. A consulta teria esta aparência: http://www.bing.com/videos/search?q=adulttermgoeshere&adlt=strict (sensível a maiúsculas e minúsculas).
No dia 12 de junho de 2009, a Microsoft anunciou duas alterações do Bing em relação aos recursos "Pré-visualização e Movimento Inteligente" e "Pesquisa Segura". Todo o conteúdo potencialmente explícito será proveniente de um único domínio separado, explicit.bing.net. Adicionalmente, o Bing também retornará informações de origem da URL na cadeia de consulta para conteúdos de imagens e vídeos. Ambas as alterações permitem que tanto usuários domésticos quanto usuários corporativos filtrem o conteúdo por domínio, independentemente de quais configurações da Pesquisa segura poderia ser.